# Wilhelm Heise (Künstler, 1892)
Wilhelm Heise (* 19. Mai 1892 in Wiesbaden; † 17. September 1965 in München) war ein deutscher Künstler und Hochschullehrer.

## Leben
Nach seiner Schulzeit in Metz und einer kaufmännischen Lehre in einem Elektrogeschäft machte Heise, Sohn eines Militärbeamten, in Kassel Bekanntschaft mit einem Trübner-Schüler. Es folgten erste – impressionistische – Bilder, die sämtlich verschollen sind, und ein halbes Jahr Zeichenlehrer-Seminar in Kassel. Anschließend ging Heise zu Hans Olde nach Weimar.
1912 kam Hans Olde an die Kunstakademie Kassel und nahm Heise in seine Klasse auf. Heise stand unter dem Zwang zum Geldverdienen, da er von seiner Familie finanziell nicht unterstützt wurde. Durch Oldes Vermittlung erhielt er ein Stipendium für Ausbildung im Buchgewerbe, insbesondere künstlerische Buchgestaltung in Berlin und Leipzig. Später entwickelten sich hieraus Heises expressionistische Buchillustrationen.
Bedingt durch den Beginn des Ersten Weltkriegs und aus Geldmangel musste Heise 1914/15 seine Ausbildung beenden. Eine Hauslehrertätigkeit bei der Prinzessin Reuß in Züllichau und eigene Buchbinderarbeiten ließen kaum freie Zeit zu eigener künstlerischer Arbeit.
1916 heiratete Heise Lisa Schmidt (1893–1969), die er in Kassel kennengelernt hatte, als sie eine Ausbildung zur Klavierlehrerin machte. Nachdem Pläne, die Burg Ludwigstein bei Witzenhausen zu renovieren und zu bewohnen, sich zerschlagen hatten, zog das Paar nach Hofgeismar. Beide hatten einen Sohn, ließen sich aber bereits 1919 wieder scheiden. Heise ließ sich in München nieder. Lisa Heise wurde als Empfängerin der Briefe an eine junge Frau von Rainer Maria Rilke bekannt, die sie nach dessen Tod zur Veröffentlichung (1930) zur Verfügung stellte. 1934 brachte sie ihre eigenen Briefe an Rainer Maria Rilke im Berliner Verlag Die Rabenpresse heraus. 1952 erschien in Leipzig Der Brunnen, eine Novelle in Briefform.
In München nahm Wilhelm Heise am „Abendakt“ in der Malschule von Moritz Heymann teil. Ab Herbst hatte er zusammen mit Erich Glette und Martin Lauterburg ein Atelier in der Blütenstraße. Es folgten erste – expressionistische – Buchillustrationen: Don Quijote (1918); Märchen vom Strom, Maculaturalia, Das Fräulein von Scuderi (1919).
1920 bemalte Heise für einen Uhrenhändler Zifferblätter für den Export nach den USA.
Im Herbst malte er erste Bilder auf Holz: „… ich malte meine Bilder jetzt ebenso sorgfältig, wie ich die Uhren bemalt und früher auch meine Bücher gebunden hatte. Als ich ein paar Jahre später wieder anfing, graphisch zu arbeiten, dehnte ich diese Sorgfalt auch darauf aus.“ Er zählte 1925 auch zu den Vertretern einer Neuen Sachlichkeit in der Malerei.
1926–1928 hatte Heise eine Wohnung am Starnberger See. 1929 war er Stipendiat der Villa Massimo in Rom. Von 1931 bis 1932 war sein zweiter Aufenthalt in der Villa Massimo.
1924–1936 entstanden als wichtigste graphische Arbeiten die Nächtlichen Blumenstücke, eine Serie von
Steinstichen, von Heise selbst als seine „eigentliche graphische Arbeit“ bezeichnet. Einige hundert davon sind in zahlreichen in- und ausländischen Museen zu sehen. In diesem Jahrzehnt malte Heise etwa fünfzig Bilder – es waren seine produktivsten Jahre.
Von 1925 bis 1935 nahm er an zahlreichen Ausstellungen im In- und Ausland teil (s. u.). 1937 wurden in der Nazi-Aktion „Entartete Kunst“ nachweislich fünf seiner Bilder aus der Kunsthalle Bremen und dem Kaiser Wilhelm-Museum Krefeld beschlagnahmt und vernichtet.
Von 1937 bis 1943 arbeitete Heise als Lehrer an der Staatlichen Meisterschule in Königsberg. Von 1943 bis 1953 hatte er eine Professur an der Kunst-Akademie „Städel-Schule“ in Frankfurt am Main.
Ebenda übernahm Heise 1946 die Leitung, die innere Reorganisation und den äußeren Wiederaufbau der Städelschule als Staatliche Hochschule für bildende Künste. 1953 hatte er die Berufung für eine Professur an der Akademie der Bildenden Künste in München. Hier leitete er bis zur Emeritierung 1957 eine Klasse für Malerei und Strenges Naturzeichnen.
Am 17. September 1965 wählte Heise den Freitod in München.

## Werke (Auswahl)

### 1937 als „entartet“ aus öffentlichen Sammlungen beschlagnahmte und vernichtete Werke
- Mädchenkopf von vorn (Aquarell, Kunsthalle Bremen)
- Mädchenkopf im Profil (Aquarell, Kunsthalle Bremen)
- Mädchenkopf von vorn (Aquarell, Kunsthalle Bremen)
- Torfschiff (Aquarell, Kunsthalle Bremen)
- Nächtliche Stadt (Kaiser Wilhelm-Museum Krefeld)

### Weitere Werke (Auswahl)
- Der Morgen (1921, Öl auf Holz)
- Die Stadt (1922, Öl auf Holz)
- Kleine Gartenblume (o. J., Grafik, Lithografie)
- Nächtliche Pflanzenstücke (19 Steinradierungen, auf der Handpresse gedruckt, 1924)

## Ausstellungen (Auswahl)
- 1925: Mannheim, Städtische Kunsthalle (Neue Sachlichkeit)
- 1928: Berlin (Galerie Wiltschek) und Warschau
- 1929: Kassel, Kunstverein
- 1930: Berlin, Reckendorfhaus (Kunstblatt-Ausstellung von P. Westheim arrangiert)
- 1931: Essen, Künstlerbund
- 1932: München, Städtische Galerie (Kollektiv-Ausstellung)
- 1934: Venedig, Biennale (besondere Förderung durch Eberhard Hanfstaengl)
- 1936: Los Angeles (The Print Maker’s Society in California International)
- 1937: Paris, Weltausstellung
- In der Zeit des Nationalsozialismus nahm er außerdem an den Ausstellungen im Glaspalast und später im Haus der Kunst (München) teil.
- 1972: Frankfurt am Main, Städel: Gedächtnisausstellung Wilhelm Heise 1892–1965

Gemälde von Wilhelm Heise besitzen die Städtische Galerie, das Stadtmuseum und die Bayerischen Staatsgemäldesammlung in München, die Berliner Nationalgalerie, die Staatsgalerie Stuttgart, die Städtischen Kunstsammlungen in der Albrechtsburg in Meißen sowie private Sammler.
Seit Ende der zwanziger Jahre war Heise Mitglied der Münchner Sezession.

## Auszeichnungen
- 1937: Dürerpreis der Stadt Nürnberg.